# Setabis megalia
Setabis megalia is een vlindersoort uit de familie van de prachtvlinders (Riodinidae), onderfamilie Riodininae.
Setabis megalia werd in 1911 beschreven door Stichel.